# Герхард I фон Дик
Герхард I фон Дик (на немски: Gerhard I von Dyck; † сл. 1304/сл. 24 февруари 1305/сл. 1318) е господар на дворец Дик между Гревенброх и Мьонхенгладбах в Рейнланд.

## Произход и наследство
Той е син на Лудолф фон Дик († пр. 1296) и съпругата му Агата († 1296). Внук е на Конрад III фон Дик († сл. 1237). Брат е на Конрад IV, Хайнрих, каноник в „Св. Гереон“ в Кьолн, Лудолф, каноник в Бон, Вилхелм, Алайд, канонеса в „Св. Гереон“ в Кьолн, Маргарета († 1309), съпруга на Ото IV фон Викрат († сл. 1298). Той има и един незаконен брат Алберт, каноник в „Св. Гереон“ в Кьолн.
След смъртта на внука му Герхард фон Дик през 1394 г. свършва мъжката линия на род фон Дик и Йохан IV фон Райфершайд (Райфершайд-Дик) наследява замък Дик.

## Фамилия
Герхард I фон Дик се жени сл. 1277 г. за София фон Хюкесваген († сл. 1310), вдовица на Вилхелм III цу Френц († 1279), дъщеря на граф Арнолд фон Хюкесваген († сл. 1240/пр. 1260) и Адела (Аделхайд) или Юта фон Хукесваген († сл. 1274). Той се жени по други източници за София фон Шлайден († сл. 1285), вдовица на Вилхелм III цу Френц († 1279), дъщеря на Фридрих I фон Шлайден († 1259/1269) и втората му съпруга Алайдис († сл. 1269). Той има двама сина:
- Конрад V фон Дик († между февруари 1368 и 30 ноември 1369 или 1370)), женен I. пр. 26 март 1334 г. за Рихардис/Рикардис фон Юлих († пр. 1355), II. на 9 юли 1355 г. за Аделхайд фон Шьонау-Шьонфорст († сл. 18 септември 1393)
- Герхард II фон Дик († сл. 1330), женен за фон Куик, дъщеря на Йохан I ван Куик († 1308) и Юта фон Насау († 1313)